# 宇治大羽介
宇治大羽介（学名：Meganopteron uchioi）为尾花介科大羽介屬下的一个种。